# Rosario Ixtal
Rosario Ixtal es una localidad del estado mexicano de Chiapas. Es parte del municipio de Cacahoatán.

## Demografía
| Gráfica de evolución demográfica |
|                                  |

| Censo | Población |
| ----- | --------- |
| 1990  | 532       |
| 2000  | 649       |
| 2010  | 839       |
| 2020  | 1 009     |